# Floxen
Floxen är en sjö i Arvika kommun i Värmland och ingår i Göta älvs huvudavrinningsområde. Sjöns area är 0,0103 kvadratkilometer och den är belägen 160 meter över havet.